# Alien Sex Fiend
Alien Sex Fiend [ˈeɪliən sɛks fiːnd] est un groupe de rock gothique britannique, originaire de Londres, en Angleterre. Il est composé du couple marié de Nik Fiend (Nik Wade) et Mrs Fiend (Christine Wade). Fiend signifie « démon, monstre, maniaque » en anglais.

## Biographie

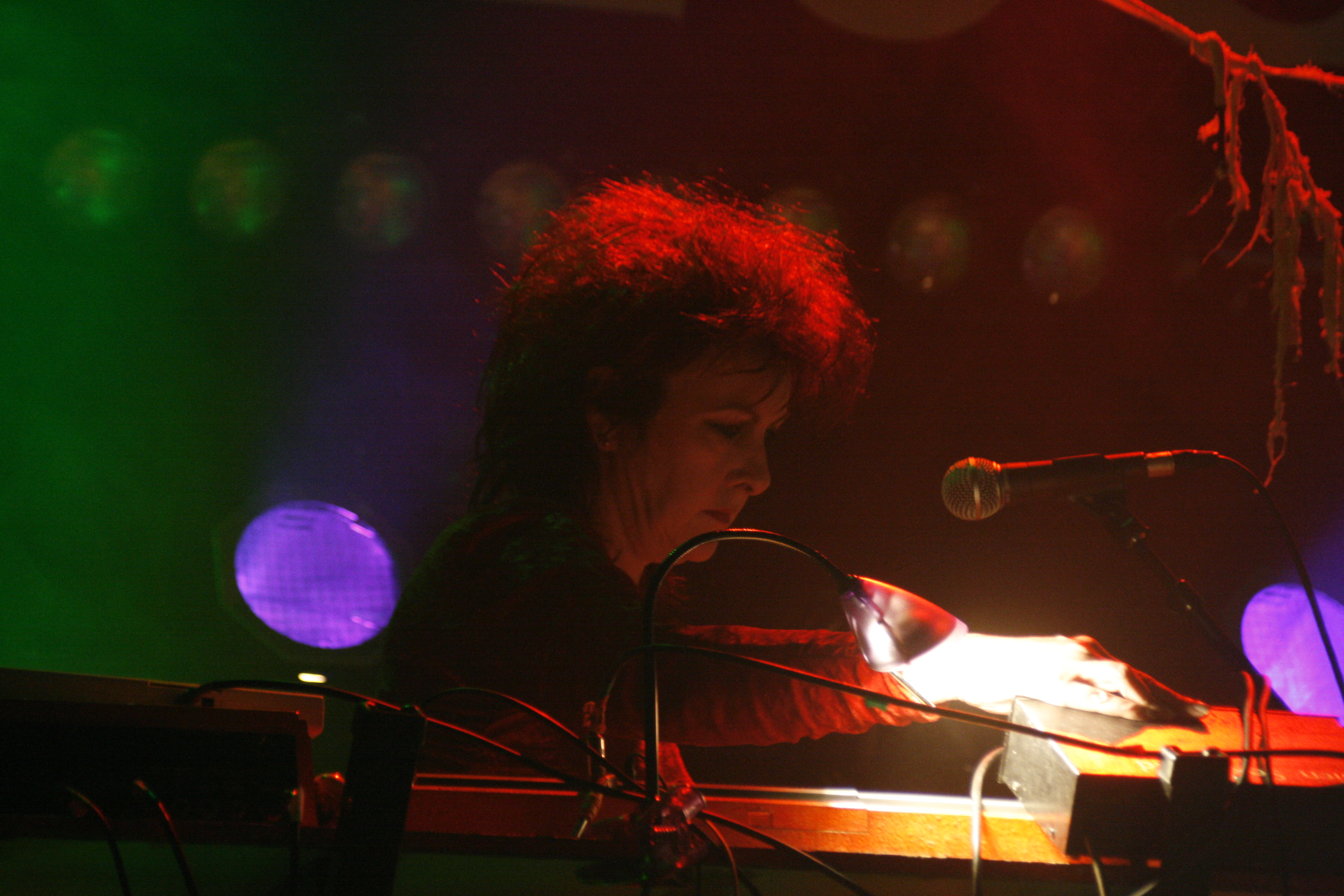
Mrs. Fiend.

Le noyau du groupe est constitué de Nik Fiend (Nik Wade) et Mrs. Fiend (Christine Wade), sa compagne. À ses débuts, le groupe comprenait un batteur, Johnny Ha-Ha (John Freshwater de son vrai nom) et un guitariste, Yaxi High-rizer (David James). Le batteur quitte le groupe dès le troisième album studio, au profit de la boîte à rythmes gérée par Mrs.Fiend. Ultérieurement, Yaxi quitte le groupe, et deux nouveaux musiciens apparaissent, Rat Fink Jr et Doc Milton.
Alien Sex Fiend enregistre une cassette (The Lewd, the Mad, the Ugly and Old Nick) avec Youth de Killing Joke, qui attire l'attention de la presse britannique en plus d'une apparition avec le morceau R.I.P. sur la compilation batcave, The Batcave: Young Limbs and Numb Hymns 1983, publiée par London Records en 1983.
Ils signent au label Anagram Records, succursale de Cherry Red, publiant leur premier single, Ignore the Machine, en août 1983. Le single est un succès immédiat qui atteint la 6e place de l'UK Independent Chart ; 11 autres singles et cinq albums atteignent le top 20 jusqu'en 1987. Le groupe sort le premier single vinyle 11", E.S.T. (Trip to the Moon), en octobre 1984. Le groupe enregistre des Peel Sessions en 1984. À la session en mai, ils enregistrent Attack!!!, Dead and Buried, Ignore the Machine et Hee Haw ; en août, In God We Trust, E.S.T. (Trip to the Moon) et Boneshaker Baby.
En octobre 1985, leur troisième album, Maximum Security, atteint la 100e place de l'UK Albums Chart et y reste pendant la semaine du 12 octobre. Ils atteignent aussi deux fois le 100 avec les singles Dead and Buried en août 1984 (91e) et un Ignore the Machine réédité en mars 1985 (99e). Au début des années 1980, leurs morceaux atteignent fréquemment l'UK Indie Chart. Le groupe se popularise aussi au Japon et, en 1985, ils sortent un album live, Liquid Head in Tokyo,. Freshwater quitte le groupe en 1985, et le groupe continue en trio, en soutien à Alice Cooper pendant sa tournée The Nightmare Returns en 1986 et publie "It" the Album cette année,. Le groupe se réduit en duo après le départ de James suivant la sortie de Here Cum Germs (1987). Au début de 1988, le groupe, sous The Dynamic Duo, enregistre un single à part, Batman Theme, avec l'ingénieur-son Len Davies, avant de continuer sous le nom d'Alien Sex Fiend, incorporant plus d'éléments de musique électronique et du sampling sur l'album Another Planet,.
Fink et Milton partent en 1992, après la sortie de Open Head Surgery et de sa tournée (documentée sur l'album live The Altered States of America).

## Style musical
Tout en étant né au creux d'une vague gothique, Alien Sex Fiend s'en est toujours démarqué en ne prenant pas au sérieux l'aspect sombre du mouvement, mais au contraire en utilisant l'autodérision et l'excès sur les traits caractéristiques de ce mouvement. Tout au long de sa (longue) carrière, il a réussi à créer un monde musical et théâtral, inspiré du cinéma d'horreur de série B et indépendant des modes, à l'instar d'un autre grand groupe anglais, mais d'un tout autre genre, Hawkwind. Il en reprendra d'ailleurs un des plus célèbres morceaux, Silver Machine. À la différence de celui-ci, il n'est pas le siège d'un grand va-et-vient de musiciens, Nik Fiend et Mrs. Fiend ayant travaillé en milieu assez fermé, occasionnellement seuls. Alien Sex Fiend revendique une influence d'Alice Cooper, dont ils reprennent un grand classique, Schools Out. Nik Fiend montre d'ailleurs une certaine ressemblance physique (lorsqu'il n'a pas de maquillage, c'est-à-dire rarement) avec ce légendaire provocateur.

## Discographie

### Album live
• 1989 : Too Much Acid? (Double live album)

### Albums studio
- 1983 : Who's Been Sleeping In My Brain
- 1984 : Acid Bath
- 1985 : Liquid Head In Tokyo
- 1985 : Maximum Security
- 1986 : It
- 1987 : Beyond Good and Evil (83-86)
- 1987 : Here Cum Germs
- 1988 : All Our Yesterdays
- 1988 : Another Planet
- 1989 : Too Much Acid ?
- 1990 : Curse
- 1992 : Open Head Surgery
- 1993 : Altered States of America
- 1994 : Inferno - The Odyssey Continues
- 1994 : The Legendary Batcave Tapes
- 1997 : Nocturnal Emissions
- 1998 : The Batcave Masters
- 2003 : Information Overload
- 2010 : Death Trip
- 2018 : Possessed

### EP, singles et mini-CD
- Ignore / The Gurl / I'm Not Mad (EP), 1983
- Lips Can't Go / Drive My Rocket / 30 Seconds Coma (EP), 1983
- Lips Can't Go / Drive My Rocket (single), 1983
- R I P / New Christian Music / Crazee (EP), 10" M, 1984
- Dead And Buried / Attack / Ignore Dub (EP), M, 1984
- New Christian Music Remix / Rip Blue Crumb Truck / Rip dub, M, 1984
- E.S.T. / Boneshaker Baby / I'm A Product (Live), M 11", 1984
- Est / Boneshaker Baby, S, 1984
- Rip / New Christian Music, S, 1984
- Ignore Elctrode Mix / The Gurl / Ignore Dub (EP), M, 1985
- Maximum Security/ /In And Out/Backward Beaver (EP), 1985
- I Walk The Line / Schools Out / Here She Comes / Can't Stop Smoking (EP), 1986
- Smells Like . . .Shit Mix #1 / Bugging Me / Smells #2, M, 1986
- I Walk The Line, S X 2, 1986
- Here Cum Germs, M, 1987
- Hurricane Fighter Plane / It Lives Again / / Other Mixes, M, 1987
- Stuff The Turkey, M, 1987
- The Impossible Mission, MLP, 1987
- Batman Theme, M, 1988
- Bun Ho !, M, 1988
- Haunted House, M, 1989
- Now I'm Feeling Zombiefied, M, 1990
- Zombified/Zombie Dub/Bim/Bleed Dub, MCD, 1990
- Magic, M, 1992
- Inferno, M, 1994
- Evolution, 12"

### Vidéos
- Liquid Head In Tokyo, 1985
- A Purple Glistener
- Edit

### Cassettes live
- Artificial Eye 1983, 1983
- Live London 25/11/83, 1983
- Turn The Monitors Up (Live Usa+Uk 83/84), 1983
- H Palais 12/8/85 (+Sex Gang Children), 1986
- Studio Out-Takes + Live 86, 1986
- Berlin 1991, 1992
- Hamburg 1991, 1992
- The Lew The Mad The Ugly